# Hohenholz (Langenfeld)
Hohenholz (fränkisch: Hohholz) ist ein Gemeindeteil von Langenfeld im Landkreis Neustadt an der Aisch-Bad Windsheim (Mittelfranken, Bayern). Hohenholz liegt in der Gemarkung Langenfeld.

## Geografische Lage
Der Weiler liegt auf weiter Flur. 1 km nordwestlich erhebt sich der Steinbühl, 0,5 km nordöstlich der Kapellsberg und 0,3 km südlich die Große Leiten. Eine Gemeindeverbindungsstraße führt zur Kreisstraße NEA 26 (0,8 km nordwestlich), die nach Unternesselbach (2,5 km südlich) bzw. nach Langenfeld zur Staatsstraße 2256 verläuft (1,2 km nördlich).

## Geschichte
Hohenholz wurde als Kleindorf mit Weilerflur angelegt. Der Ort wurde im Lehenbuch des Hochstifts Würzburg, das im Zeitraum zwischen 1303 und 1313 entstanden ist, als „villa desolata in Hochultz“ erstmals urkundlich erwähnt. Der Gutshof war also zu diesem Zeitpunkt offensichtlich in einem verfallenen Zustand. Der jetzige Gutshof wurde im 17./18. Jahrhundert errichtet und gehörte zu dieser Zeit den Herren von Seckendorff. Ab 1790 wurde dieser Frankensteinisch.
Gegen Ende des 18. Jahrhunderts gab es in Hohenholz drei Güter. Das Hochgericht übte die Herrschaft Ullstadt aus. Alle Anwesen hatten das Rittergut Ullstadt als Grundherrn.
Von 1797 bis 1810 unterstand der Ort dem Justizamt Dachsbach und Kammeramt Neustadt. Im Rahmen des Gemeindeedikts wurde Hohenholz dem 1811 gebildeten Steuerdistrikt Ullstadt und der 1813 gebildeten Ruralgemeinde Ullstadt zugeordnet. Mit dem Zweiten Gemeindeedikt (1818) wurde es in die neu gebildete Ruralgemeinde Langenfeld umgemeindet.

### Baudenkmal
- Haus Nr. 1: Gutshof mit Scheune[10]

### Einwohnerentwicklung
| Jahr      | 001818 | 001840 | 001861 | 001871 | 001885 | 001900 | 001925 | 001950 | 001961 | 001970 | 001987 |
| Einwohner | 30     | 35     | 31     | 35     | 31     | 37     | 28     | 30     | 21     | 21     | 24     |
| Häuser    | 6      | 6      |        |        | 5      | 6      | 4      | 4      | 3      |        | 7      |
| Quelle    | [ 12 ] | [ 13 ] | [ 14 ] | [ 15 ] | [ 16 ] | [ 17 ] | [ 18 ] | [ 19 ] | [ 20 ] | [ 21 ] | [ 1 ]  |

## Religion
Der Ort ist seit der Reformation evangelisch-lutherisch geprägt und war bis in den 1920er Jahren nach St. Johann Baptist (Ullstadt) gepfarrt, seitdem ist die Pfarrei Langenfeld zuständig. Die Einwohner römisch-katholischer Konfession sind nach Mariä Himmelfahrt (Ullstadt) gepfarrt.